# Nicolás Bravo 2da. Sección, Tabasco
Nicolás Bravo 2da. Sección är en ort i Mexiko.   Den ligger i kommunen Teapa och delstaten Tabasco, i den sydöstra delen av landet, 700 km öster om huvudstaden Mexico City. Nicolás Bravo 2da. Sección ligger 502 meter över havet och antalet invånare är 384.
Terrängen runt Nicolás Bravo 2da. Sección är huvudsakligen kuperad. Nicolás Bravo 2da. Sección ligger uppe på en höjd. Runt Nicolás Bravo 2da. Sección är det ganska tätbefolkat, med 52 invånare per kvadratkilometer. Närmaste större samhälle är Teapa, 6,5 km norr om Nicolás Bravo 2da. Sección. Omgivningarna runt Nicolás Bravo 2da. Sección är en mosaik av jordbruksmark och naturlig växtlighet.